# Copa Chile

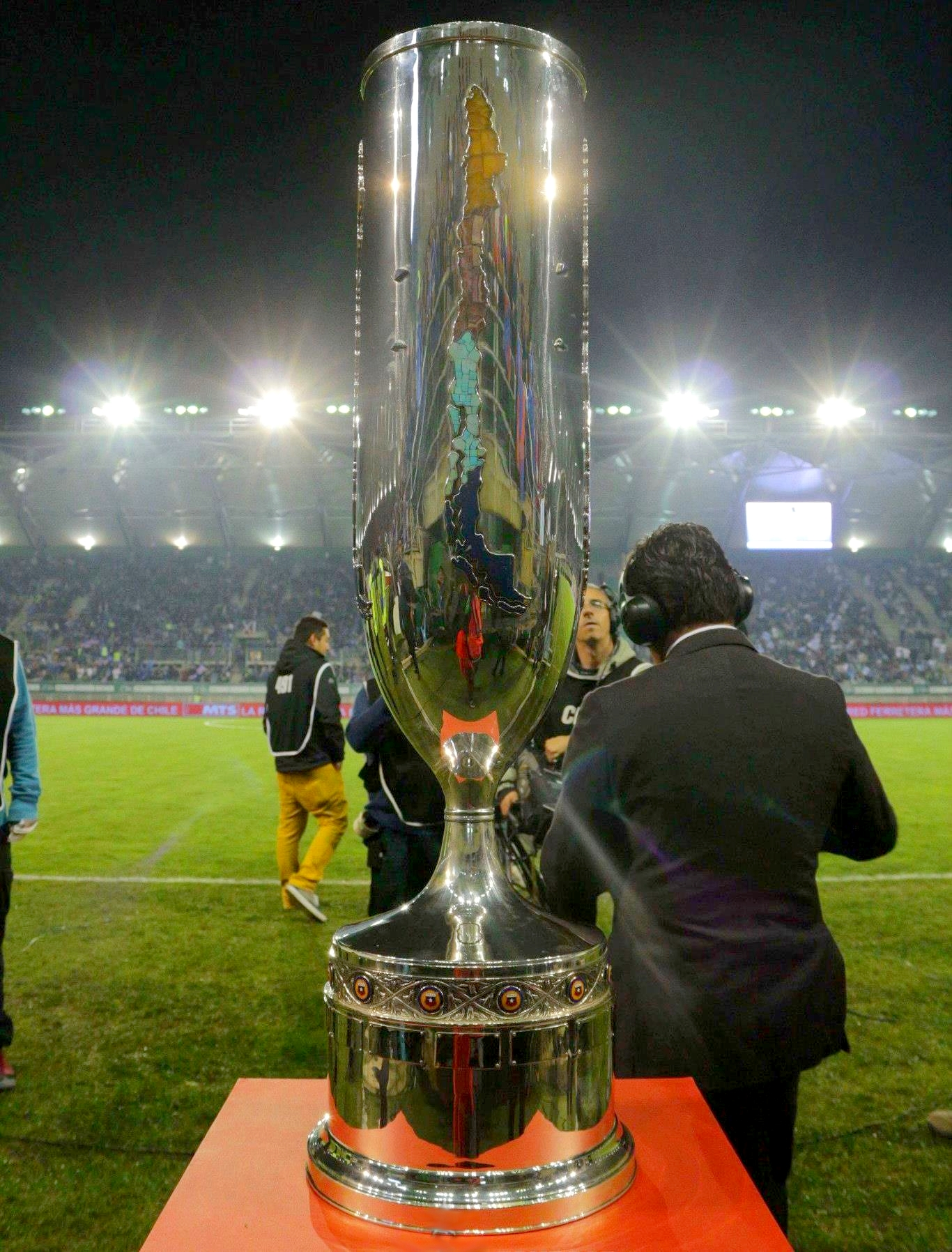
de beker

De Copa Chile is het nationale voetbalbekertoernooi van Chili. Het wordt georganiseerd door de betaaldvoetbalsectie ANFP van de Federación de Fútbol de Chile (FFCh).
Het bekertoernooi, voor het eerst in 1958 georganiseerd, werd onregelmatig gespeeld, tussen 1963-1973 kende het de langste onderbreking.

## Namen
Het bekertoernooi werd onder verschillende namen gespeeld.

### Finales
| Jaar                                                                                | Winnaar                      | Uitslag(en)       | Finalist                  |
| ----------------------------------------------------------------------------------- | ---------------------------- | ----------------- | ------------------------- |
| 1958                                                                                | Colo-Colo                    | 2-2 *             | CD Universidad Católica   |
| 1959                                                                                | CD Santiago Wanderers        | 5-1               | CD La Serena              |
| 1960                                                                                | CD La Serena                 | 4-1               | CD Santiago Wanderers     |
| 1961                                                                                | CD Santiago Wanderers        | 1-2, 2-0          | CD Universidad Católica   |
| 1962                                                                                | CD Luis Cruz Martínez        | 2-1               | CD Universidad Católica   |
| 1963-1973 niet gespeeld                                                             |                              |                   |                           |
| 1974                                                                                | Colo-Colo                    | 3-0               | CD Santiago Wanderers     |
| 1975                                                                                | CD Palestino                 | 4-0               | CD Lota Schwager          |
| 1976 niet gespeeld                                                                  |                              |                   |                           |
| 1977                                                                                | CD Palestino                 | 4-3               | Unión Española            |
| 1978 niet gespeeld                                                                  |                              |                   |                           |
| 1979                                                                                | Club Universidad de Chile    | 2-1               | Colo-Colo                 |
| 1980                                                                                | CD Iquique                   | 2-1               | Colo-Colo                 |
| 1981                                                                                | Colo-Colo                    | 5-1               | Audax Italiano            |
| 1982                                                                                | Colo-Colo                    | 2-0               | CD Universidad Católica   |
| 1983                                                                                | CD Universidad Católica      | 1-0               | CD O'Higgins              |
| 1984                                                                                | CD Everton                   | 3-0               | CD Universidad Católica   |
| 1985                                                                                | Colo-Colo                    | 1-0               | CD Palestino              |
| 1986                                                                                | CD Cobreloa                  | 0-1, 2-0, 3-0     | CD Arturo Fernández Vial  |
| 1987                                                                                | CD Cobresal                  | 2-0               | Colo-Colo                 |
| 1988                                                                                | Colo-Colo                    | 1-0               | Unión Española            |
| 1989                                                                                | Colo-Colo                    | 2-2, 1-0          | CD Universidad Católica   |
| 1990                                                                                | Colo-Colo                    | 3-2               | CD Universidad Católica   |
| 1991                                                                                | CD Universidad Católica      | 1-0               | CD Cobreloa               |
| 1992                                                                                | Unión Española               | 3-1               | Colo-Colo                 |
| 1993                                                                                | Unión Española               | 3-1               | CD Cobreloa               |
| 1994                                                                                | Colo-Colo                    | 1-1 ns (4-2)      | CD O'Higgins              |
| 1995                                                                                | CD Universidad Católica      | 4-2               | CD Cobreloa               |
| 1996                                                                                | Colo-Colo                    | 0-0, 1-0          | CSD Rangers de Talca      |
| 1997 niet gespeeld                                                                  |                              |                   |                           |
| 1998                                                                                | Club Universidad de Chile    | 1-1, 2-0          | Audax Italiano            |
| 1999 niet gespeeld                                                                  |                              |                   |                           |
| 2000                                                                                | Club Universidad de Chile    | 2-1 nv            | CD Santiago Morning       |
| 2001-2007 niet gespeeld                                                             |                              |                   |                           |
| 2008 *                                                                              | CD Universidad de Concepción | 2-1               | Deportes Ovalle           |
| 2009                                                                                | Unión San Felipe             | 3-0               | CD Iquique                |
| 2010                                                                                | CD Iquique                   | 1-1 ns (4-3)      | Deportes Concepción       |
| 2011                                                                                | CD Universidad Católica      | 0-1, 1-0 ns (4-2) | Deportes Magallanes       |
| 2012 geen bekercompetitie i.v.m. wijziging competitieopzet (o.a. groepswedstrijden) |                              |                   |                           |
| 2013                                                                                | Club Universidad de Chile    | 2-1               | CD Universidad Católica   |
| 2014                                                                                | CD Iquique                   | 3-1               | CD Huachipato             |
| 2015                                                                                | CD Universidad de Concepción | 3-2               | CD Palestino              |
| 2016                                                                                | Club Universidad de Chile    | 1-1 ns (5-3)      | Colo-Colo                 |
| 2017                                                                                | Colo-Colo                    | 4-0               | CD Everton                |
| 2018                                                                                | CD Palestino                 | 1-0, 2-3          | Audax Italiano            |
| 2019                                                                                | Colo-Colo                    | 2-1               | Club Universidad de Chile |

* 1958: beslissing op basis beter doelgemiddelde in het gehele toernooi
* 2008: finale op 17 februari 2009 gespeeld

### Prestaties per club
Bekerzeges
| Aantal | Club                         | Plaats       |
| ------ | ---------------------------- | ------------ |
| 12     | Colo-Colo                    | Santiago     |
| 05     | Club Universidad de Chile    | Santiago     |
| 04     | CD Universidad Católica      | Santiago     |
| 03     | CD Iquique                   | Iquique      |
| 03     | CD Palestino                 | Santiago     |
| 02     | CD Santiago Wanderers        | Santiago     |
| 02     | Unión Española               | Santiago     |
| 02     | CD Universidad de Concepción | Concepción   |
| 01     | CD La Serena                 | La Serena    |
| 01     | CD Luis Cruz Martínez        | Curicó       |
| 01     | CD Everton                   | Viña del Mar |
| 01     | CD Cobreloa                  | Calama       |
| 01     | CD Cobresal                  | El Salvador  |
| 01     | Unión San Felipe             | San Felipe   |